# Zélie de Lussan

Zélie de Lussan et 1907.

Zélie de Lussan (21 décembre 1861 – 18 décembre 1949) est une chanteuse d’opéra américaine d'origine française qui a du succès dans son pays natal, mais fait l'essentiel de sa carrière en Angleterre. La large gamme de sa voix lui permet de chanter les rôles de mezzo-soprano et de soprano. Parmi ses rôles les plus célèbres, on trouve le rôle-titre de Carmen de Georges Bizet, qu'elle a joué environ 2 000 fois. Elle se produit avec la compagnie de Sir Thomas Beecham, à la Royal Opera House et à la Compagnie d'opéra Carl-Rosa (en). Après sa retraite de la scène, elle s'installe à Londres, où elle continue à enseigner le chant pendant de nombreuses années.

## Biographie

### Carrière
Zélie de Lussan est née à Brooklyn, de parents français, Paul Louis de Lussan et sa femme Amédée Eugénie Bizel, une soprano professionnelle. La jeune Zélie fait sa première apparition sur scène à l'âge de neuf ans, mais ses parents lui interdisent de s'embarquer dans une carrière musicale professionnelle. La chanteuse suédoise Christine Nilsson qui l'entend chanter, persuade les de Lussan de changer leur point de vue. Après une formation avec sa mère, de Lussan fait ses débuts à l'opéra en 1884 à Boston, Massachusetts, dans le rôle d'Arline dans The Bohemian Girl de Michael William Balfe, dans laquelle elle a un succès immédiat. Elle est l’élève de Giovanni Sbriglia.   
Augustus Harris l'engage pour une première saison sous sa direction, à la Royal Opera House à Londres dans le rôle de Carmen, elle chante la pièce « avant tout pour elle ». Certains critiques la comparent favorablement à Emma Calvé, avant qu'elle devienne l'interprète principale du rôle. The Times écrit sur ses débuts, « Cette jeune femme, comme la plupart des prime donna modernes vient d'Amérique ; mais elle est une Américaine avec une différence, étant... en partie française et en partie espagnole... ses mouvements sont souples et gracieux, presque comme un serpent ; en bref, nous avons une intéressante et attrayante Carmen, qui fait que le public, non seulement applaudit mais pense ». Le Ménestrel est quant à lui très critique : « La titulaire actuelle du rôle, Mlle Zélie de Lussan, n'a ni la conception artistique, ni l'ampleur vocale du rôle, pour un tel milieu et avec de pareils partenaires : M. Jean de Reszké, en Don José et M. Lassalle en Escamillo ». George Bernard Shaw est moins enthousiaste : « La représentation a été très mauvaise et superficielle. Nellie Melba, Jean de Reszke, Jean Lassalle et Lalla Miranda ont chanté en français ; Ciampi et le chœur en italien ; et Mlle de Lussan a chanté dans la langue qui lui semblait la meilleure sur le moment ». Shaw a néanmoins reconnu l'importance de de Lussan : « Mercredi dernier, on m'a dit que Siegfried était donné ce soir à Covent Garden. J'étais incrédule, et j'ai demandé à mon informateur s'il ne voulait pas dire Carmen, avec Miss Zélie de Lussan dans le rôle titre de l'ouvrage ».
En 1894, elle fait ses débuts au Metropolitan Opera dans Carmen, et elle apparaît pendant trois saisons dans les rôles de Nannetta dans Falstaff, de Zerlina, et de Nedda dans Pagliacci.
Elle apparaît régulièrement à Covent Garden, entre 1890 et 1910, et également en France, en Espagne et au Portugal.
À Londres, dans ses réussites, on peut citer le rôle de Zerlina dans Don Giovanni. En 1897, son interprétation du rôle de Musetta, lors des premières représentations à Londres de La Bohème, a impressionné la reine Victoria et elle a été plusieurs fois invitée à chanter au château de Balmoral et à celui de Windsor. 
Elle donne une série de représentations en février 1898, à l'Opéra-Comique. 
En 1910, elle chante Cherubino des Noces de Figaro dans la saison « Mozart » de Thomas Beecham au Her Majesty's Theatre. The Times observe « La large étendue de sa voix, qui combinée avec son riche timbre de mezzo-soprano et son ton lumineux sonnant dans le registre de tête, lui ont permis de se faire justice dans de nombreuses parties ». En octobre, elle y chante le rôle de la reine Gertrude dans Hamlet d'Ambroise Thomas avec Mignon Nevada dans le rôle d'Ophélie.
Elle travaille également avec de plus petites compagnies comme la Compagnie d'opéra Carl-Rosa (en) et la Compagnie d'opéra Moody-Manners (en), avec qui elle chante jusqu'en 1913. The Guardian rapporte, « À un moment donné, elle a chanté pendant trois ans sans une semaine de repos, les saisons de la Carl Rosa, de Covent Garden et de Drury Lane remplissant toute l’année ».

### Enregistrements
Le 17 mai 1903, de Lussan enregistre cinq chansons pour la Victor Talking Machine Company dans la deuxième session d'enregistrements publiés par Victor sous le label RCA Red Seal Records. Son enregistrement de la Habanera de Carmen de cette session est la première aria enregistrée sur un disque Read Seal. En 1906, elle a fait quatre enregistrements sous le label Beka Records.
Sa voix peut être écoutée sur l'album d'anthologie The Record of Singing Volume I (1899-1919)

### Plus tard
Après son mariage en 1907 avec le pianiste Angelo Fronani elle prend progressivement sa retraite, même si elle joue encore Carmen a la fin de 1915. En 1914, Le Manchester Guardian, commente : « Bien qu'il serait flatteur de dire qu'elle est toujours aussi bonne, sa Carmen est toujours la meilleure (à l'exception de la sienne) que nous n'ayons jamais entendue ». En 1915, elle joue de nouveau Cherubino, le rôle dans lequel Samuel Langford l'a décrite comme « inimitable... elle domine la scène ». La même année, elle donne sa 2000e représentation de Carmen.
Après la mort de son mari, en 1918, elle continue de vivre à Londres. Selon le Grove Dictionary of Music and Musicians: « Elle a enseigné pendant de nombreuses années en Angleterre, maintenant la vitalité et le charme de sa personnalité jusqu'à un âge avancé. Ses enregistrements sont peu nombreux mais montrent quelque chose de sa voix riche et de son tempérament vif ». Elle est morte à Londres, trois jours seulement avant son 88e anniversaire.